# Mantaro (flod)
Mantaro (spanska: río Mantaro) 724 km lång, ligger i den centrala regionen av Peru. I tider av Huancas kallades den Hatunmayu (Jatunmayo) (från Quechua hatun, hög och mayu, flod). På Inkarikets tid kallade floden Wankamayu (Huancamayo).
Mantarofloden gav upphov till Mantarodalen, som är den största och bredaste dalen i hela centrala Anderna, och är därför den huvudsakliga livsmedelsleverantören för staden Lima.